# John Baptist Yang Xiaoting
John Baptist Yang Xiaoting (chiń. 楊曉亭; ur. 9 kwietnia 1964) – chiński duchowny katolicki, biskup Yan’an od 2011.

## Życiorys
Święcenia kapłańskie otrzymał 28 sierpnia 1991.
Wybrany biskupem koadiutorem biskupa Francisa Tong Hui. Sakrę biskupią przyjął z mandatem papieskim 15 lipca 2010. 25 marca 2011, po śmierci poprzednika został biskupem ordynariuszem Yan’an.